# Hudson (New Hampshire)
Hudson – miasto w Stanach Zjednoczonych, w stanie New Hampshire, w hrabstwie Hillsborough.